# ایژبولیاک
ایژبولیاک (انگلیسی: Izhbulyak) یک شهرک در شهرستان فیودوروفسکی استان باشقیرستان کشور روسیه است.